# Clarence Kolb
Pour les articles homonymes, voir Kolb.

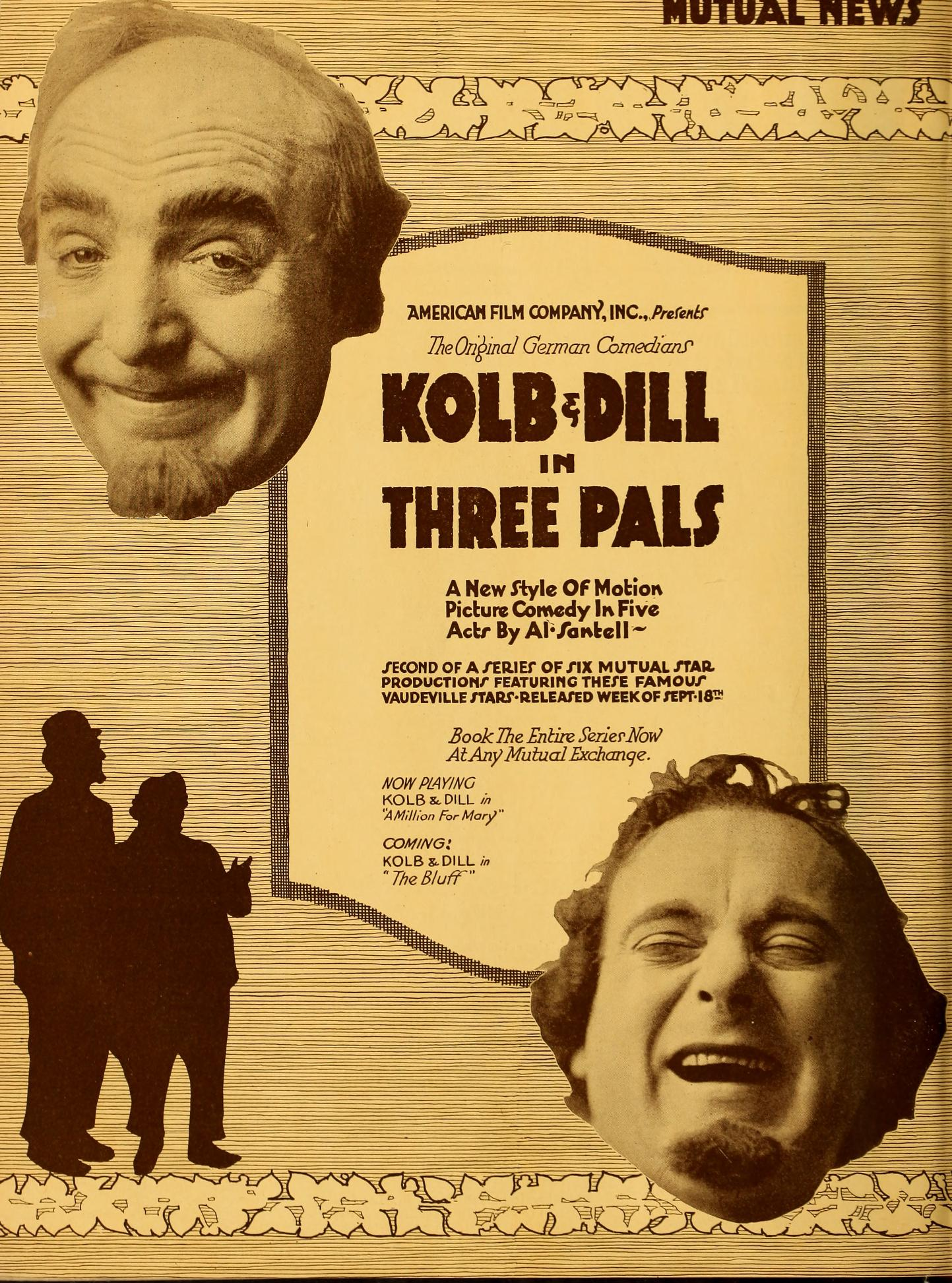
Three Pals (1916)

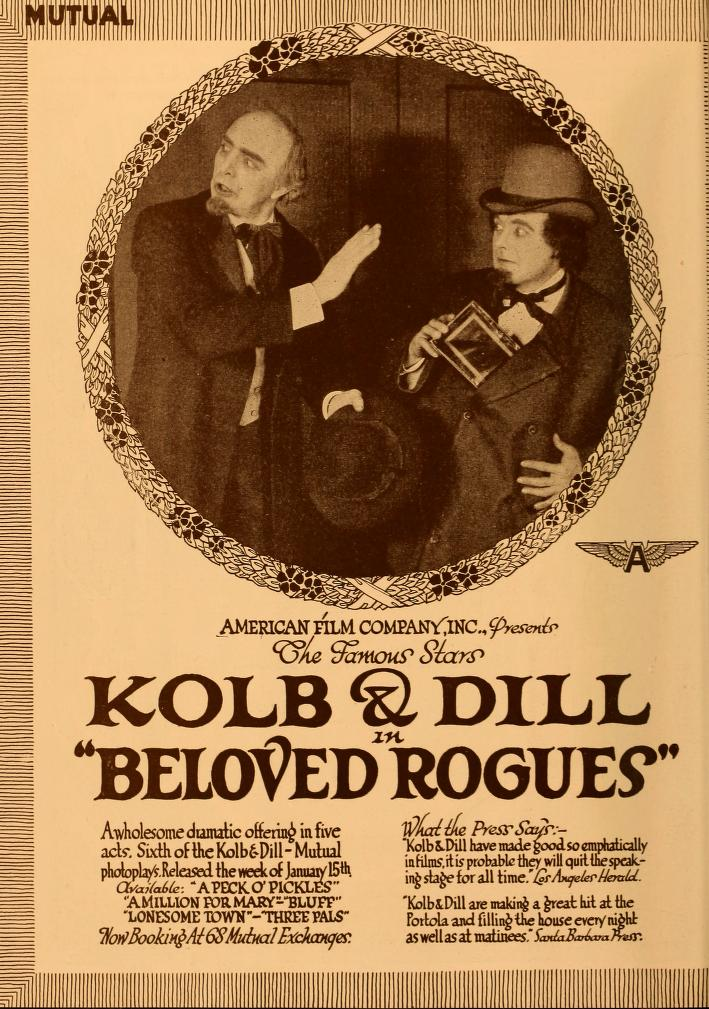
Beloved Rogues (1917)

Clarence William Kolb (né le 31 juillet 1874 à Cleveland, Ohio et mort le 25 novembre 1964 à Hollywood, Californie) est un acteur américain.

## Biographie
Par ailleurs acteur de vaudeville, Clarence Kolb contribue à sept films muets en 1916-1917, avant un dernier film muet en 1927, tous aux côtés de son partenaire habituel à la scène, Max Dill (en) (1876-1949), avec lequel il forme le duo 'Kolb and Dill'.
Il fait surtout carrière au cinéma à partir de 1936, apparaissant alors dans cinquante-six films américains, comme second rôle de caractère (notable, homme d'affaires ou juge, le plus souvent). Son dernier film, sorti en 1957, est L'Homme aux mille visages de Joseph Pevney — biographie de Lon Chaney (personnifié par James Cagney) —, où apparaît le duo 'Kolb and Dill', lui-même jouant son propre rôle.
Mentionnons également Amanda de Mark Sandrich (1938, avec Fred Astaire et Ginger Rogers ; rôle du juge Travers), La Dame du vendredi d'Howard Hawks (1940, avec Cary Grant et Rosalind Russell ; rôle du maire), Hellzapoppin d'Henry C. Potter (1941 ; rôle de M. Rand), ou encore Madame porte la culotte de George Cukor (1949, avec Spencer Tracy et Katharine Hepburn ; rôle du juge Reiser).
À la télévision, Clarence Kolb participe à la série My Little Margie (en), où il interprète le rôle récurrent de George Honeywell (quarante-neuf épisodes, diffusés de 1952 à 1955).

## Filmographie partielle

### Au cinéma
- 1917 : Beloved Rogues d'Alfred Santell
- 1927 : Le Don Juan du cirque (Two Flaming Youths) de John Waters (lui-même)
- 1936 : Furie (Fury) de Fritz Lang
- 1936 : Nick, gentleman détective (After the Thin Man) de W. S. Van Dyke
- 1936 : A Girl's Best Years de Reginald Le Borg
- 1937 : L'Or et la Chair (The Toast of New York) de Rowland V. Lee
- 1937 : Une nation en marche (Wells Fargo) de Frank Lloyd
- 1937 : Portia on Trial de George Nichols Jr.
- 1938 : La Bataille de l'or (Gold is where you find it) de Michael Curtiz
- 1938 : Madame et son clochard (Merrily we live) de Norman Z. McLeod
- 1938 : Give Me a Sailor d'Elliott Nugent
- 1938 : Amanda (Carefree) de Mark Sandrich
- 1939 : Honolulu d'Edward Buzzell
- 1939 : Nous irons à Paris (Good Girls go to Paris) d'Alexander Hall
- 1939 : I was a Convict d'Aubrey Scotto
- 1939 : Avocat mondain (Society Lawyer), d'Edwin L. Marin
- 1939 : It Could Happen to You (en) d'Alfred L. Werker
- 1939 : L'Étonnant M. Williams (The Amazing Mr. Williams) d'Alexander Hall
- 1940 : La Dame du vendredi (His Girl Friday) d'Howard Hawks
- 1940 : L'Homme qui parlait trop (The Man Who Talked Too Much) de Vincent Sherman
- 1940 : Finie la comédie (No Time for Comedy) de William Keighley
- 1940 : Michael Shayne, Private Detective d'Eugene Forde
- 1941 : L'Engagé volontaire (Caught in the Draft) de David Butler
- 1941 : Les Oubliés (Blossoms in the Dust) de Mervyn LeRoy
- 1941 : Rien que la vérité (Nothing but the Truth) d'Elliott Nugent
- 1941 : The Night of January 16th de William Clemens
- 1941 : Hellzapoppin' d'H. C. Potter
- 1941 : J'épouse ma femme (Bedtime Story) d'Alexander Hall
- 1943 : L'Aventure inoubliable (The Sky's the Limit) d'Edward H. Griffith
- 1943 : Pris sur le vif de George Marshall
- 1944 : L'amour cherche un toit (Standing Room Only) de Sidney Lanfield
- 1944 : Trois c'est une famille (Three Is a Family) d'Edward Ludwig
- 1944 : Pour les beaux yeux de ma belle (Irish Eyes Are Smiling)
- 1945 : Road to Alcatraz de Nick Grinde
- 1946 : Le Laitier de Brooklyn (The Kid from Brooklyn) de Norman Z. McLeod
- 1947 : Dernière lune de miel (Lost Honeymoon) de Leigh Jason
- 1947 : Fun on a Weekend d'Andrew L. Stone
- 1947 : Rendez-vous de Noël (Christmas Eve) d'Edwin L. Marin
- 1949 : Madame porte la culotte (Adam's Rib) de George Cukor
- 1949 : Impact d'Arthur Lubin
- 1952 : The Rose Bowl Story de William Beaudine
- 1956 : Vive le rock (Shake, Rattle & Rock!) d'Edward L. Cahn
- 1957 : L'Homme aux mille visages (Man of a Thousand Faces) de Joseph Pevney (lui-même)

### À la télévision
- 1952-1955 : Série My Little Margie, Saisons 1 à 4, quarante-neuf épisodes : rôle de George Honeywell